# Bachata
Bachata este un stil de dans și muzică originar din Republica Dominicană. Este un gen de muzică romantică ce se poate dansa în 4 pași. Se stă foarte aproape de partener și nu se dansează cu "piruete".